# Geisslers Hofcomoedianten

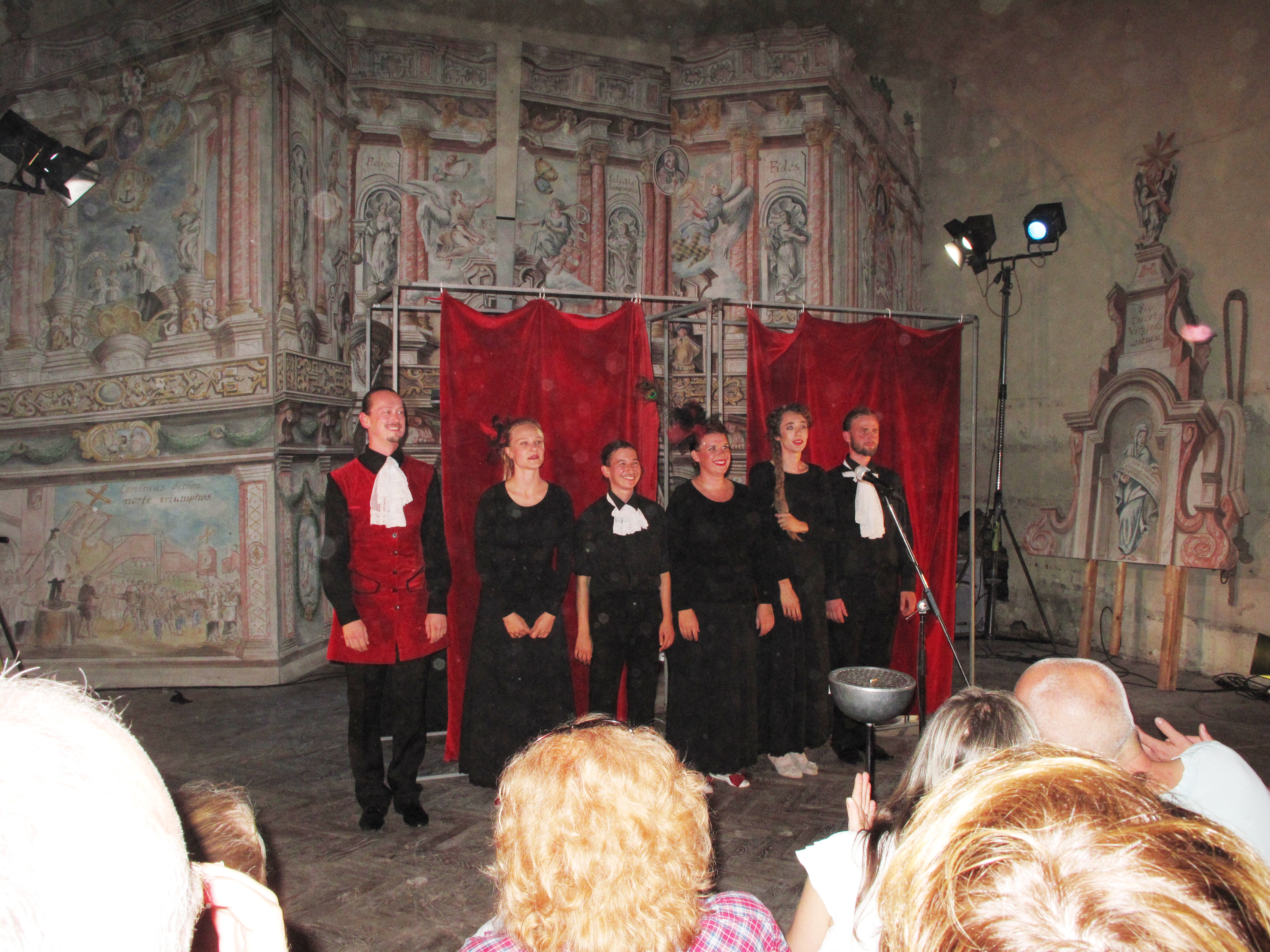
Geisslers Hofcomoedianten na festivalu barokní kultury Theatrum Kuks (2015)

Geisslers Hofcomoedianten je nezávislý divadelní soubor, který ve své tvorbě propojuje barokní tradice se současným divadlem. Neusiluje o rekonstrukci původních barokních her a předloze dává současný rozměr, objevuje nadčasová témata, zapomenuté příběhy, odkazy slavných divadelních osobností a paralely mezi minulostí a současností.
Soubor byl založen v roce 2002 v Náchodě. Mezi zakladatele patří Stanislav Bohadlo (otec myšlenky), Petr Hašek (umělecký vedoucí souboru a režisér), Kateřina Bohadlová (překladatelka, herečka a badatelka), Otakar Faifr (dramaturg, produkční, herec) a Martin Bohadlo (herec). Dalšími členy jsou: dramaturgyně Helena Koblischková (roz. Kebrtová), výtvarnice Kristýna Šrolová a Jitka Nejedlá, z hereckého ansámblu pak Claudia Eftimiadisová, Eva Burešová, Aleš Pospíšil, Kristýna Matěj Dámová, Petr Šmíd, Vojtěch Franců, Lucie Valenová, Tereza Bortlová, Alena Hladká a další.
Od roku 2014 Geisslers pravidelně hrají na jevišti Divadla VILA Štvanice, kde také od roku 2015 pořádají festival pro rodiny s dětmi VILOmeniny. Od svého počátku jsou součástí festivalu barokního divadla a hudby THEATRUM KUKS, každé léto vyrážejí na turné napříč Českem a pod hlavičkou Festivalu zámeckých a klášterních divadel oživují místa s divadelní historií. Pravidelně vystupují na tuzemských a zahraničních festivalech (USA, Monako, Francie, Itálie). V roce 2021 uvedl soubor v rámci festivalu Antická Štvanice operu Římská Lukrécie (Heinrich Rademin & Tomáš Hanzlík), která byla nominována na Cenu divadelních novin v kategorii hudbu roku. V roce 2023 byla souboru udělena prestižní cena Marka Ravenhilla za inscenaci 27.
Název spolku je odvozen od principála (Prinzipal HofComoediant) Šporkových divadel v Praze a Kuksu Antona Josepha Geisslera (?–1723).

## Účast na festivalech
- Theatrum Kuks (od 2002)[3]
- Festival zámeckých a klášterních divadel (od 2015)[7]
- 9 týdnů baroka[8]